# Observation ornithologique
L’observation d'oiseaux ou Birdwatching en anglais, consiste à observer les oiseaux dans leurs milieux de vie. Cette activité peut être exercée de façon récréative ou à des fins scientifiques. L'observation ornithologique peut être réalisée à l’œil nu, mais l'utilisation de lunettes, télescopes ou jumelles s'avère souvent indispensable. L'écoute du chant des oiseaux fait partie intégrante de cette activité.  

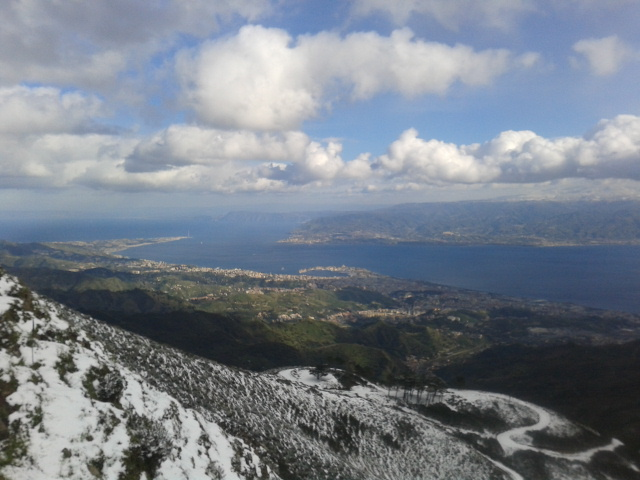
Détroit de Messine, point d'observation du mont Dinnammare des migrations d'oiseaux

Cette activité reste essentielle pour l'étude du comportement et de l'écologie de nombreuses espèces d'oiseaux, la surveillance des individus d'espèces protégées, le suivi des populations et les migrations.
Si l'ornithologie est une science universitaire, le poids des amateurs dans ce domaine reste important dans de nombreux pays puisqu'ils constituent un réseau d'observateurs appréciable et souvent déterminant dans le succès de campagnes de suivis ou de recensements et dans la réalisation d'atlas ornithologiques.  

## Histoire du Birdwatching
L'intérêt précoce pour l'observation des oiseaux pour leur esthétique et non pour leur aspect utilitaire (notamment pour la nourriture) remonte à la fin du XVIIIe siècle, avec le travail de Gilbert White, Thomas Bewick, George Montagu et John Clare. L'étude des oiseaux et de l'histoire naturelle en général a pris de l'ampleur pendant l'ère victorienne en Grande-Bretagne. Elle était associée aux collections d'œufs et de peaux. De riches collectionneurs mettaient à profit leurs contacts dans les colonies pour obtenir des spécimens du monde entier. C'est seulement à la fin du XIXe siècle que l'appel à la protection des oiseaux a conduit au développement de l'observation des oiseaux vivants, dans leur milieu naturel. 
Le terme « birdwatching » est apparu pour la première fois dans le titre d'un livre d'Edmund Selous en 1902.

## Équipement
L'équipement inclut généralement des jumelles ou autre dispositif d'observation, un carnet ainsi qu'un guide ornithologique. Des tours d'observation sont généralement utilisées pour cacher l'observateur des oiseaux, et/ou améliorer les conditions d'observation.

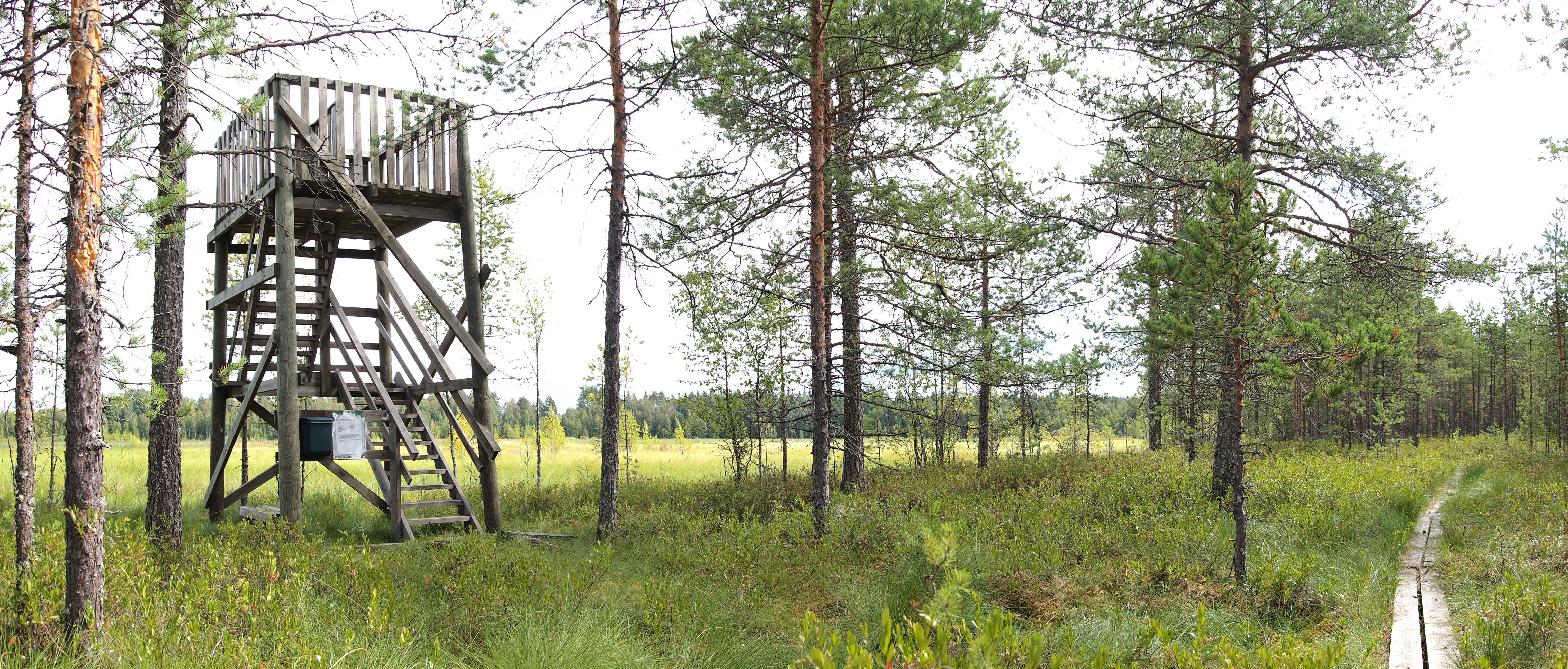
Tour d'observation ornithologique en Finlande

### Équipement sonore
La reconnaissance des vocalisations des oiseaux est importante dans l'observation ornithologique. Les informations sonores peuvent aider à la localisation, l'observation, l'identification et la détermination du sexe des oiseaux. Les développements récents de la technologie audio a permis la réduction de la taille et du prix des appareils d'enregistrement et de reproduction des sons, rendant accessible ces appareils à une plus grande partie des observateurs.

### Photographie et vidéo
La photographie a toujours fait partie intégrante de l'observation ornithologique. Dans le passé, le coût très élevé des appareils photos munis de télé-objectifs était un frein et ne permettait qu'à une minorité d'observateurs, souvent semi-professionnels, la photographie sur le terrain. L'arrivée récente d'appareils photos numériques aux prix plus raisonnables, pouvant être combinés à des lunettes ou des jumelles (technique de photographie afocale) a rendu la photographie plus accessible dans le milieu de l'observation ornithologique. De même la démocratisation des appareils photos numériques équipés de caméras, permet l'enregistrement sur le terrain non seulement des caractéristiques visuelles des oiseaux, mais également de leurs mouvements, leurs comportements et leurs chants.